# ما زانكانغ
ما زانكانغ (بالصينية المبسطة 马占仓؛ بالصينية التقليدية 馬占倉) صيني مسلم من عرقية هوي، كان جنرالا في الجيش الوطني الثوري وقائدًا للكتيبة 36، وكان عضوًا في حزب الكومينتانغ، ولد في 1887، في معركة كاشغر (1933) صد هجوم الثوار الأويغور الذين كان يقودهم القائد السوري المسلم توفيق باي. حيث هاجمت القوات الصينية القرى ونهبوها. وقاوم ما زانكانغ الثوار الأويغور والقيرغيز، وتمكن من تدمير وإنهاء جمهورية تركستان الشرقية الأولى بعد قهره للثوار الأويغور والقيرغيز في معركة ياركند وفي معركة ينجيسار عام 1934. وقتل ما زانكانغ العديد من قادة الأويغور أبرزهم: تيمور بيك، وعبد الله بوغرا، ونور أحمد جان بوغرا.